# IC 315
IC 315 је спирална галаксија у сазвјежђу Кит која се налази на листи објеката дубоког неба у Индекс каталогу.
Деклинација објекта је + 4° 2' 21" а ректасцензија 3h 19m 9,3s. Привидна величина (магнитуда) објекта IC 315 износи 14,0 а фотографска магнитуда 14,8. IC 315 је још познат и под ознакама CGCG 416-6, NPM1G +03.0132, PGC 12364.